# Бришлян
Бришля́н (болг. Бръшлян) — село в Бургаській області Болгарії. Входить до складу громади Малко-Тирново.

## Населення
За даними перепису населення 2011 року у селі проживали 44 особи, з них 42 особи (95,5%) — болгари.
Розподіл населення за віком у 2011 році:
Динаміка населення: